# کازاسو
کازاسو (Comuna Cazasu) یک کمون در شهرستان بریلا واقع در منطقه مونتنیا، رومانی است. این کمون شامل یک روستا به نام کازاسو می‌باشد. تا سال ۲۰۰۳، کازاسو بخشی از کمون تودور ولادیمیرسکو بود، اما در همان سال از آن جدا شد و به‌عنوان یک کمون مستقل شناخته شد.